# Красный Вал
Красный Вал — деревня в Спасском районе Татарстана. Входит в состав Краснослободского сельского поселения.

## География
Находится в юго-западной части Татарстана на расстоянии приблизительно 9 км по прямой на восток-юго-восток по прямой от районного центра города Болгар вблизи автомобильной дороги Болгар-Базарные Матаки.

## История
Основана в начале XIX века. Первоначальное название Молоствовка было изменено в 1930-е годы.

## Население
Постоянных жителей было: в 1815 — 139 (душ мужского пола), в 1859 — 384, в 1897 — 583, в 1908 — 717, в 1920 — 682, в 1926 — 590, в 1938 — 423, в 1949 — 267, в 1970 — 290, в 1979 — 188, в 1989 — 241, в 2002 — 226 (русские 92 %), 209 — в 2010.

## Известные уроженцы
Гущин Юрий Михайлович (1946—2010) — советский и российский деятель сельского хозяйства. Главный агроном, директор коллективного сельскохозяйственного предприятия «Пригородный» д. Пекшиксола Медведевского района Марийской АССР / Республики Марий Эл (1981—2004). Заслуженный работник сельского хозяйства Российской Федерации (1996). Лауреат Государственной премии Республики Марий Эл (1993). Академик Международной академии реальной экономики (2001).